# Ursus 11054
Ursus 11054 – ciągnik rolniczy produkowany przez Ursus S.A..

## Dane techniczne
Silnik:
- Typ: PERKINS 1104D
- Rodzaj: wysokoprężny, turbodoładowany
- Moc: 81 kW (110 KM) przy 2200 obr./min.
- Maksymalny moment obrotowy: 416 Nm przy 1400 obr./min.
- Liczba cylindrów: 4
- Średnica cyl./skok tłoka: 105/127 mm
- Pojemność skokowa: 4400 cm³

Układ napędowy:
- Sprzęgło: suche, dwutarczowe z niezależnym sterowaniem sprzęgła WOM
- Przekładnia: Carraro T10 z rewersem mechanicznym
- Liczba biegów przód/tył: 24/24

Układy jezdne:
- Mechanizm kierowniczy: hydrostatyczny
- Przedni most napędowy: Carraro 20.19
- Ogumienie przód/tył: 380/70-R24 (420/70-R24) / 480/70-R34 (520/70-R34)
- Hamulec roboczy: tarczowy

Układy agregowania:
- Regulacja podnośnika: siłowa, pozycyjna
- Wałek odbioru mocy: 540/540E.
- Udźwig podnośnika: 4400 kg
- Wydatek hydrauliki zewnętrznej: 62 l/min.
- Liczba wyjść hydrauliki zewnętrznej: 6
- Ciśnienie nominalne na szybkozłączu: 19 MPa

Masa – wymiary – pojemności:
- Długość: 3790 - 4285 mm
- Wysokość: 2710 - 2740 mm
- Szerokość: 2050 - 2510 mm
- Prześwit: 380 mm
- Masa: 4155 kg
- Zbiornik paliwa: 50 dm³
- Kabina czterosłupkowa, bezpieczna, komfortowa